# Miquel Massot
|  | Per a altres significats, vegeu «Miquel Massot i Tetas». |

Miquel Massot (Peralada, ? - Peralada, 17 d'octubre de 1462) fou un frare dels carmelites calçats, escriptor català en llengua llatina. Doctor teòleg i batxiller en ambdós drets. Fou prior del convent del Carme de Peralada des de 1430 a 1450, així com a partir de 1452. El 1445 comprà l'església i la casa del Sant Sepulcre de Peralada al prior i a la col·legiata de Santa Anna de Barcelona, amb l'aprovació de l'abat de Vilabertran.
Segons Torres Amat, en un antic necrologi del convent es llegeix:
Anniuersarium R. Magistri Michaelis Massoti in sacra pagina doctoris peritissimi et in decretis Baccalaue famossissimi; huius conuentius filii, qui obiit in conuentu praesenti anno Domini 1462 et 17 mensis octobris, qui dimisit librariae multos libros sermonum quos ipse compilauerat et quosdam alios libros iuris, et pro seruitio Ecclesiae ordinale et unum psalterium etc. Orate deum pro eo.

## Obres
- Sermones
- Va copiar el Tractatus de haeresi et de infidelium incredulitate et horum criminum iudice de Felip Ribot (manuscrit 583 de la Biblioteca de Catalunya.